# Acrosathe bimaculata
Acrosathe bimaculata är en tvåvingeart som först beskrevs av Cole 1923.  Acrosathe bimaculata ingår i släktet Acrosathe och familjen stilettflugor.
Artens utbredningsområde är North Carolina. Inga underarter finns listade i Catalogue of Life.